# Page (Arizona)
Page es una ciudad situada en el condado de Coconino, Arizona, Estados Unidos. Tiene una población estimada, a mediados de 2022, de 7357 habitantes.
Es una comunidad planificada situada cerca de la frontera entre Arizona y Utah. Fue desarrollada para los trabajadores que construyeron la presa del Cañón de Glen en 1957. Ubicada sobre la montaña Manson Mesa, con vistas a la bahía Wahweap del Lago Powell, la ciudad se ha convertido en un importante destino turístico. Fue fundada oficialmente en marzo de 1975.
La zona era parte de la reserva indígena Nación Navajo, pero en su momento el Gobierno Federal llegó a un acuerdo con la tribu para hacerse cargo del territorio a cambio de una superficie más grande en el estado de Utah. De todas formas, aproximadamente un 40% de la población es de origen navajo.

## Geografía
La localidad está ubicada en las coordenadas 36°56′31″N 111°30′48″O / 36.94194, -111.51333 (36.941815, -111.513283). Según la Oficina del Censo, tiene una superficie total de 99.27 km², de los cuales 98.89 km² corresponden a tierra firme y 0.38 km² están cubiertos de agua.
La altitud media de la ciudad es de 1250 metros sobre el nivel del mar.

## Demografía
Según el censo de 2020, en ese momento había 7440 personas residiendo en la localidad. La densidad de población era de 75.24 hab./km². El 45.43% de los habitantes eran blancos, el 40.90% eran amerindios, el 0.63% eran afroamericanos, el 1.67% eran asiáticos, el 0.16% eran isleños del Pacífico, el 2.89% eran de otras razas y el 8.32% eran de una mezcla de razas. Del total de la población, el 8.74% eran hispanos o latinos de cualquier raza.